# Efferia arida
Efferia arida är en tvåvingeart som först beskrevs av Samuel Wendell Williston  1893.  Efferia arida ingår i släktet Efferia och familjen rovflugor. Inga underarter finns listade i Catalogue of Life.